# Парад на Красной площади 9 мая 1965 года

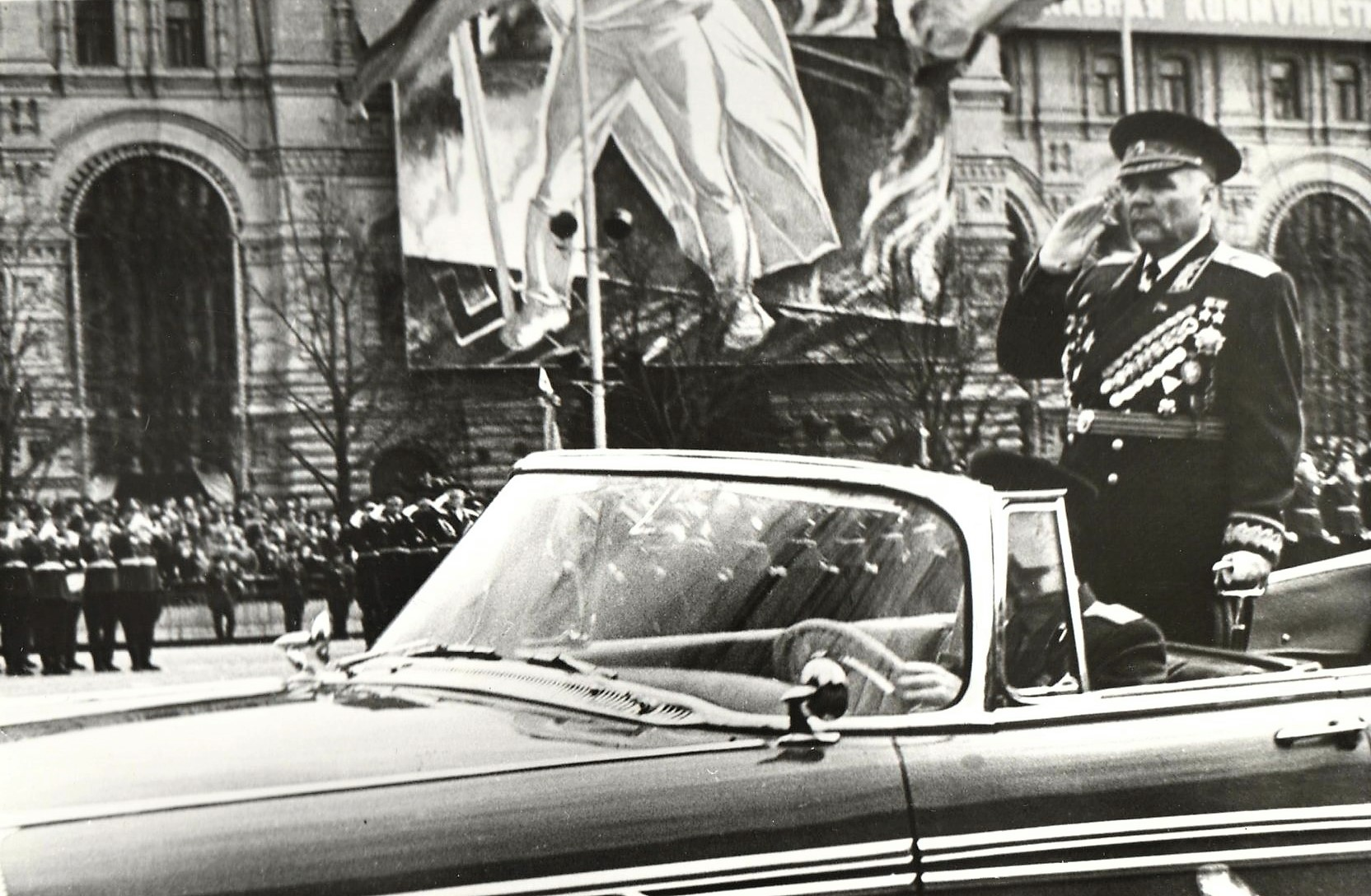
Министр обороны СССР Маршал Советского Союза Р. Я. Малиновский принимает военный парад на Красной площади в Москве 9 мая 1965 года

Парад на Красной площади 9 мая 1965 года прошёл в День Победы, в 20-ю годовщину со дня окончания Великой Отечественной войны, впервые после Парада Победы 1945 года. Указом Президиума Верховного Совета СССР от 25 апреля 1965 года 9 мая был объявлен нерабочим днем и всенародным праздником (до этого, в 1948-1964 годах, в связи с Указом Президиума Верховного Совета СССР от 23 декабря 1947 года об объявлении 1 января нерабочим днём, день 9 мая — оставаясь праздником победы над Германией являлся рабочим днём). 
Парад был проведён войсками Московского гарнизона, на нём впервые было вынесено Знамя Победы. Нёс его Герой Советского Союза полковник К. Самсонов, ассистентами были Герои Советского Союза сержант Михаил Егоров и младший сержант Мелитон Кантария. По количеству участвовавших войск он не уступал знаменитому параду 1945 года, а по количеству техники даже его превосходил. 
Например, миру были продемонстрированы макеты советских межконтинентальных ракет 8К713, 8К96 и 8К99, реализация по которым на момент 1964 года достигла высокой степени готовности. Однако в связи с подписанием между США и СССР договора об ограничении атомных вооружений в космосе все дальнейшие работы были свёрнуты.